# Eusebius von Nantes
Eusebius von Nantes (lat. Eusebius Nanneticus) war ein spätantiker Geschichtsschreiber, der im 4. Jahrhundert lebte.
Eusebius von Nantes verfasste ein uns nicht erhaltenes Geschichtswerk, das der spätrömische Dichter Ausonius für ein von ihm verfasstes, ebenfalls verlorenes Werk benutzte. Über die Person des Eusebius ist ansonsten nichts bekannt. Er stammte vermutlich aus Nantes in Gallien und war vielleicht mit Ausonius verwandt.
Das Werk des Eusebius berücksichtigte wohl recht stark die römischen Usurpatoren, was im Rahmen der römischen Geschichtsschreibung eher ungewöhnlich war. Die auf Eusebius beruhende Dichtung des Ausonius wird denn bisweilen auch als Tyranni betitelt, einem damals gängigen Begriff für die unrechtmäßigen Kaiser. Eusebius verfasste sein Werk vermutlich um die Mitte des 4. Jahrhunderts, jedenfalls vor 380. Es wird kaum allzu umfangreich gewesen sein und war vermutlich in Latein abgefasst. Nach der Ansicht von Richard Burgess reichte es vielleicht bis ins Jahr 357.
Burgess nimmt weiter an, dass das Werk des Eusebius identisch sei mit der sogenannten Enmannschen Kaisergeschichte (EKG), was aber nicht bewiesen werden kann. Möglich ist auch, dass Eusebius wie so viele andere Autoren des 4. Jahrhunderts nur auf die EKG zurückgriff, die die Grundlage einer Vielzahl von Breviarien war.
Zu anderen Schlussfolgerungen gelangte vor Burgess Roger Green: Dieser setzte Eusebius von Nantes mit einem Eusebios gleich, der ein heute verlorenes griechisches Geschichtswerk verfasste, das die Zeit von Augustus bis Carus schilderte. Allerdings ist es eher unwahrscheinlich, dass Eusebius von Nantes, der sehr wahrscheinlich in lateinischer Sprache schrieb, mit diesem Eusebios identisch ist.
Eusebius von Nantes wurde sogar als möglicher Autor der Historia Augusta vorgeschlagen. Nach dieser Theorie habe Eusebius zunächst die EKG verfasst und diese anschließend zur besagten Biographiesammlung erweitert.